# Hound Dog
Hound Dog (в переводе с англ. «Гончая собака») — известная песня, соответствующая музыкальным стандартам жанра рок-н-ролл, в которой главным и постоянным ритмом становится синкопированная хабанера. Песня написана в тандеме Джерри Лейбера и Майка Столлера и была впервые исполнена американской блюзовой певицей Уилли Мэй Торнтон, наиболее известной как «Большая Мама» Торнтон в 1952 году. Другие ранние версии песни записаны в жанрах кантри, блюза и рок-н-ролла в середине 1950-х.
Самой известной из всех записанных кавер-версий остаётся ремейк 1956 года звезды рок-н-ролла Элвиса Пресли. Версия Пресли была помещена на 19-е место в списке 500 величайших песен всех времён 2011 года. С 1970-х годов песня часто использовалась в качестве саундтреков к таким фильмам-блокбастерам как «Американские граффити», «Бриолин», «Форрест Гамп», «Лило и Стич», «Несколько хороших парней», а также к фильму «Индиана Джонс и Королевство хрустального черепа».

## Версия «Большой Мамы» Торнтон
Впервые песню «Hound Dog» исполнила блюзовая исполнительница Биг Мама Торнтон, записавшая её в августе 1952 года. Запись песни проходила в составе бэнда Джонни Отиса, с которым певица начала сотрудничать после подписания контракта с лейблом «Peacock». Любопытно, что за авторство этой вещи разгорелась настоящая война между Джонни Отисом и тандемом Лейбер-Столлер, писавшими для Элвиса: каждый обвинял противника в плагиате. Распространена версия, по которой Лейбер и Столлер сначала отдали песню для исполнения Биг Маме, а уже через три года Элвису. Песня достигла позиции #1 в музыкальных хит-парадах ритм-энд-блюза «Billboard», где находилась в течение семи недель.
Певица добавила несколько собственных междометий. В конце песни, на фоне ведущего вокала «Биг Мамы», группа издаёт лающие звуки и завывания, создающие иллюзию лаяния настоящих охотничьих собак. Фактически, певица постоянно воздействует на эти крики, придавая форму фуги во время звучания соло-гитары, продолжительностью в одну минуту. Её вокальная партия в песне содержит слова: «Послушай, как завывают охотничьи собаки… О-О-О-Ооооооу. Теперь виляй хвостом, а-а, сделай это, сделай это, сделай это».
В версии Биг Мамы Торнтон присутствует гибко выраженное использование микро-модуляции и синкопы. По устойчивому фоновому ритму, певица произносит каждую строку песни, как один продолжительный затакт. Когда слова в тексте изменяются от «Ты не кто ИНАЯ, как охотничья собака» певица придаёт ей пессимистичное настроение: «Мне ГОВОРИЛИ, что ты высококлассная/но я ВИЖУ, что это не так/ Ты не кто ИНАЯ, как охотничья собака». В каждой строке присутствует свой центральный акцент, который никогда не повторяется.
За песню «Hound Dog» «Биг Мама» получила один-единственный чек на 500 долларов — принципа «роялти» (отчисления с продаж) тогда не существовало. Певица продолжала записываться на лейбле «Peacock» до 1957 года, однако хитов в её музыкальной карьере больше не было. Песни этого периода собраны на диске «Big Mama Thornton — The Original Hound Dog».

### Состав
- Биг Мама Торнтон — вокал
- Девония Уилльямс — фортепиано
- Альберт Уинстон — бас-гитара
- Лёрд Белл — барабаны
- «Kansas City Bill & Orchestra»

## Кантри-версии
Лейбл Peacock выпустили версию Биг Мамы Торнтон в марте 1953 года. После выпуска «Hound Dog», было записано 5 версий песни в исполнении нескольких кантри-групп уже в следующем месяце (апрель 1953 года):
- Билли Старр Обложка пластинки (недоступная ссылка)  (недоступная ссылка с 11-08-2013 [4357 дней] — история, копия) образец аудиозаписи (недоступная ссылка)  (недоступная ссылка с 11-08-2013 [4357 дней] — история, копия)
- Томми Дункан Обложка пластинки (недоступная ссылка)  (недоступная ссылка с 11-08-2013 [4357 дней] — история, копия) образец аудиозаписи (недоступная ссылка)  (недоступная ссылка с 11-08-2013 [4357 дней] — история, копия)
- Эдди Хэзелвуд Обложка пластинки (недоступная ссылка)  (недоступная ссылка с 11-08-2013 [4357 дней] — история, копия) образец аудиозаписи (недоступная ссылка)  (недоступная ссылка с 11-08-2013 [4357 дней] — история, копия)
- Джек Тернер Обложка пластинки (недоступная ссылка)  (недоступная ссылка с 11-08-2013 [4357 дней] — история, копия)образец аудиозаписи  (недоступная ссылка с 11-08-2013 [4357 дней] — история, копия)
- Клив Джексон Обложка пластинки (недоступная ссылка)  (недоступная ссылка с 11-08-2013 [4357 дней] — история, копия)

## Берни Лоу и группа «Freddie Bell and the Bellboys»
Американский сочинитель песен и продюсер Берни Лоу подозревала, что песня «Hound Dog» имеет большие шансы на успех. Когда Лоу обратился с просьбой к Фредди Беллу из группы «Freddie Bell and the Bellboys» переписать песню так, чтобы она стала интересна более широкой радио-аудитории, Фредди отнёсся к просьбе положительно. В результате переработки, проведённой над текстом, в ней было изменено несколько строк. Так, строка, звучащая в оригинале песни как «подсматривающая за дверью» была заменена на «лающая всё время», а строка «Ты можешь вертеть хвостом, но я всё рано не буду больше кормить тебя» на слова «Ты никогда не ловила кролика, и ты мне не друг».
Изменённая версия песни «Hound Dog» была выпущена под лейблом «Lowe’s Teen Records» в 1955 году («Б»-сторона — «Move Me Baby»). Региональная популярность сингла наряду с умением группы привлечь к себе публику, повлекли за собой начало гастрольного тура в Лас-Вегасе, где артисты выступили в отеле «Sands Hotel».

## Версия Элвиса Пресли
Первое выступление Элвиса Пресли в Лас-Вегасе создало ему имидж «бунтаря», хотя сам певец никогда таковым себя не чувствовал и был скорее естественен в своих манерах. Впервые музыкант выступил в отеле New Frontier в период с 23 апреля по 6 мая 1956 года. В то же время свои концерты давала и группа Freddie Bell and the Bellboys, выступавшая в другом отеле Лас-Вегаса — Sands Hotel. Элвис не только любил посещать их концерты, но и проявлял особый интерес к исполняемым музыкантами песням. Особый интерес у Пресли вызвала именно песня «Hound Dog». Так у музыканта появилась идея записать кавер-версию на песню Freddie Bell and the Bellboys. Выяснив у лидера группы, Фредди, нет ли у того каких-либо возражений против того, чтобы он исполнил песню в их интерпретации, Пресли получил утвердительный ответ. Уже к 16 мая Элвис добавил песню «Hound Dog» в репертуар своих «живых» концертов.
Музыкант придал песне комический контраст, что делал довольно часто в своих записях. Пресли также использовал «вращение» по сцене, которое использовали во время своих выступлений группа Freddie Bell and the Bellboys в отеле Sands Hotel. Песня в исполнении Пресли всегда пользовалась успехом у публики, и к тому же полностью соответствовала стандартам жанра рок-н-ролл.
Барабанщик Доминик Фонтана вспоминал:
«Мы позаимствовали песню у группы, которую видели в Лас-Вегасе — Freddie Bell and the Bellboys. Они записали песню наподобие этой. Мы ходили на их концерты каждый вечер, чтобы посмотреть на них. Он (Пресли) часто говорил: «Пойдём посмотрим на ту группу. Это же отличная группа!» Именно там он впервые услышал «Hound Dog», после прослушивания которой кротко заявил: «Давайте попробуем записать эту песню».
Впервые Пресли исполнил песню «Hound Dog» на «Шоу Милтона Берли» 5 июня 1956 года, выступив у Берли уже во второй раз. К тому времени Скотти Мур добавил к песне партию соло-гитары, а Доминик Фонтана — наиболее «горячий» барабанный бой в перерывах между куплетами песни. Интересно, что именно на шоу Милтона Берли Пресли впервые выступил на национальном телевидении без гитары. Незадолго до смерти музыканта Берли рассказал в одном из интервью, что именно он просил Элвиса оставлять гитару за кулисами.
Затактовую версию песни Пресли всегда заканчивал внезапным отбрасыванием руки назад. Музыкант любил импровизировать в той части песни, где пел «You ain’t-a nuthin’ but a hound dog, cuh-crying all the time». Финальный музыкальный темп сигнализировал музыкантам об окончании песни. Пресли угрожающе указывал рукой на аудиторию и пел громким голосом: «Ты мне не друг!» (англ. You ain’t no friend of mine) Движения Пресли во время исполнения отличались особой раскованностью. Реакция молодых женщин, находящихся в зрительном зале, была откровенно восторженной, как видно на записи радиопередачи.
Выступление Пресли на «Шоу Милтона Берли» в тот год увидело свыше 40 000 000 человек. Америка была поражена непристойностью, и на телекомпанию обрушились негодующие зрители как письменно, так и демонстративно. Выступление музыканта было подвергнуто резкой критике в прессе и различных средствах массовой информации. Телевизионные критики начали беспощадную кампанию против Элвиса в поддержку того, что музыкант «ничуть не талантлив», у него «режущий голос и ерундовые тексты песен», а также убеждая своих сторонников в том, что Пресли «оказывает преступное влияние на подростков». Так, впоследствии, музыкант получил своё знаменитое прозвище «Пэлвис», что в переводе означает анатомический термин «таз».
Нью-йоркская газета «Дэйли Ньюс» сообщала:

«[Поп-музыка] достигла своего нижайшего уровня благодаря „хрипению и урчанию“ Элвиса Пресли. Телезрители могли в этом убедиться во время недавнего шоу Милтона Берла. В музыкальном отношении Элвис был ужасен, но зато бодро вихлял бёдрами. Его выступление было вульгарным, насквозь пропитанным анимализмом и неприличными намёками, место которым — в борделе. Меня поразило то, что Берл и телекомпания „NBC“ выпустили эту передачу в эфир».

Взрывная критика после выступления на «Шоу Милтона Берли» поставила под угрозу срыва запланированное выступление Пресли на «Шоу Стива Аллена». На одной из своих программ Стив Ален заявил:
«Поступили просьбы о снятии Пресли с нашей программы. На настоящий момент его появление до сих пор планируется на 1 июля, хотя я ещё окончательно не решил, пригласим мы его или нет. Если он всё таки будет приглашён, вы можете быть уверенными, что он не оскорбит зрителей своим поведением».
Вопреки разразившемуся скандалу, Пресли всё же выступил на «Шоу Стива Аллена», как это и было запланировано 1 июля 1956 года, где предстал в совершенно ином сценическом образе. Пресли был одет во фрак с галстуком-бабочкой и в белых перчатках на руках. Перед началом шоу, музыкант признался, что совсем нечасто носит костюмы и пошутил, что его стиль одежды не совсем соответствует вечернему протоколу, ведь на нём были синие замшевые ботинки (намёк на песню «Blue Suede Shoes»). Песню «Hound Dog» он исполнил для собаки породы бассет, которую по задумке организаторов, одели в воротничок, галстук-бабочку и цилиндр. Сам Элвис спокойно исполнил номер и даже открыто симпатизировал испуганной собаке, поцеловав её в ходе песни несколько раз.
Позднее Стив Аллен вспоминал:
«Когда я пригласил на шоу Элвиса, я естественно не был заинтересован в том, чтобы превратить его выступление в водевиль и позволить ему наследить, что он мог запросто сделать во время своего выступления. Вместо этого мы предоставили ему возможность поработать в комедийной структуре нашей программы… Мы, конечно, тогда не запрещали печально известные движения тазом Элвиса, но, я думаю, тот факт, что он появился на сцене в формальной вечерней одежде, немного изменил его выступление».
 Поскольку Аллен был известен своим презрительным отношением к рок-н-роллу и такой песне, как «Hound Dog», Аллен немного злостно пошутил, представив Пресли, держащим в руках рулон, «в точности похожий на большой рулон туалетной бумаги, который по словам Аллена, содержал 'подписи восьми тысяч поклонников'». По требованию ведущих программы певец облачился в смокинг. Хотя, по мнению большинства поклонников Пресли, это выступление оказалось удачным, по словам Скотти Мура, следующим утром музыканты оставались крайне недовольны своим выступлением прошлой ночью.
На следующее утро, после выступления на «Шоу Стива Аллена», Пресли в составе своего бэнда возвратились в студию RCA Victor для записи песни «Hound Dog». В то время, как музыкант пытался привнести кокетливую игривость в этот изначально злой блюз, в хитах лидировала его песня «(Let Me Be Your) Teddy Bear». Пресли записал «Hound Dog» вместе с песнями «Don’t Be Cruel» и «Any Way You Want Me» 2 июля 1956 года в студии RCA в Нью-Йорке. Несмотря на то что основным продюсером записи выступил постоянный продюсер RCA Стив Шолз, работа в студии доказывает, что и сам Пресли также исполнил обязанности продюсера (так же как и в большинстве записей, сделанных во время звукозаписывающих сессий на студии RCA). По настойчивым просьбам музыканта, сроки работы над записью песни сильно затянулись из-за того, что он долго не был удовлетворён качеством полученных записей. В общей сложности, была записана 31 версия песни «Hound Dog». Выпуск сингла «Hound Dog/Don’t Be Cruel» состоялся 4 августа 1956 года, а осенью того же года был выпущен его второй альбом «Elvis» — и тот и другой заняли 1-е места; к этому времени Пресли достиг международной популярности благодаря выпуску пластинок за рубежом (особенный — и достаточно стабильный — успех у Пресли был и остаётся в Великобритании и Германии). Сингл пробыл на вершине поп-чарта 11 недель. Одновременно с этим, «Peacock» повторно выпустили оригинальную версию этой песни в исполнении Большой Мамы Торнтон.
Сторона «Б» песни «Hound Dog» — «Don’t Be Cruel» — была также выпущена 13 июля 1956 года. Обе стороны сингла мгновенно возглавили музыкальные хит-парады. Сингл достиг наивысших позиций во всех трёх существующих хит-парадах Billboard: поп, кантри-энд-вестерн и ритм-энд-блюз. Таким образом, сингл стал первым в истории хит-парада, которому удалось добиться столь высоких результатов.
9 сентября, когда песня лидировала в музыкальных хит-парадах, Пресли выступил на «Шоу Эда Салливана», где исполнил сокращённую версию песни «Hound Dog». После номера с песней «Ready Teddy», музыкант исполнял «Hound Dog», начав со слов: «Друзья, как сказал однажды великий философ…» (англ. Friends, as a great philosopher once said…) Во время своего выступления на «Шоу Салливана», 28 октября, в своей вступительной речи перед песней «Hound Dog», музыкант также сказал:
«Дамы и господа, пожалуйста, прошу вашего внимания. А-а, я хотел бы сказать, что мы приготовили печальную песню для вас. Эта песня одна из самых грустных среди тех, которые мы когда-либо слышали. Она рассказывает историю о друзьях. Великолепная лирика».

Затем Пресли представил публике полную версию песни. Во время его выступления, камера показывала артиста в полный рост. «Hound Dog» продал более 4 миллионов копий в США на время своего первого выпуска. Это был первый сингл музыкант в июле 1956 года, продажи которого оказались настолько высоки. Сингл оставался на первой позиции, пока музыкальный хит-парад не возглавила другая песня, также записанная Пресли — «Love Me Tender». В будущем «Hound Dog» стала для Пресли «визитной карточкой» вместе с такими популярными мелодиями музыканта, как «That’s All Right» или «Heartbreak Hotel», ранее повторившими успех «Hound Dog».
В марте 2005 года, журнал Q поместил версию Пресли на 55-е место в своём списке 100 величайших гитарных треков по версии журнала Q. Журнал Rolling Stone поместил песню на 19-ю позицию в списке «500 величайших песен всех времён», что стало наивысшей оценкой записей Пресли, вошедших в этот рейтинг. Британский еженедельник New Musical Express включил данную композицию в свой список «500 величайших песен всех времён», разместив её в нём на 260-й позиции.

### Состав
- Элвис Пресли — вокал
- Скотти Мур — соло-гитара
- Билл Блэк — бас-гитара
- Доминик Фонтана — барабаны
- The Jordanaires — бэк-вокал

## Текст и перевод песни
| Английский | Русский перевод |
| --- | --- |
| You ain’t nothin' but a hound dog Cryin' all the time. You ain’t nothin' but a hound dog Cryin' all the time. Well, you ain’t never caught a rabbit And you ain’t no friend of mine. When they said you was high classed, Well, that was just a lie. When they said you was high classed, Well, that was just a lie. You ain’t never caught a rabbit And you ain’t no friend of mine. | Ты не кто иная, как охотничья собака, Лающая всё время. Ты не кто иная, как охотничья собака, Лающая всё время. Да, ты никогда не ловила кролика И ты мне не друг. Когда говорят, что ты была высококлассной, Это просто ложь. Когда говорят, что ты была высококлассной, Это просто ложь. Да, ты никогда не ловила кролика И ты мне не друг. |

## Другие версии
1. Freddie Bell & his Bell Boys. Повторная запись для Mercury Records в 1956 году и выпущенная в 1957 году на альбоме — «Rock´n Roll All Flavors».
2. Джон Энтвистл (бас-гитарист группы The Who), вошедшая в его рок-н-ролл-альбом 1973 года — Rigor Mortis Sets In.
3. Джими Хендрикс для альбома BBC Sessions.
4. Джими Хендрикс и Литл Ричард — для дуэт-альбома 1972 года — Friends From The Beginning.
5. The Everly Brothers на альбоме — Rock 'n Soul.
6. Билли "Крэш" Крэддок на альбоме 1977 года — Live!.
7. Вилли Девиль для альбома 2002 года — Acoustic Trio Live in Berlin.
8. Роберт Палмер для блюзового альбома 2003 года — Drive.
9. Tales of Terror для EP-альбома 1984 года.
10. Эрик Клэптон для альбома — Journeyman.
11. Джефф Бек и Джед Лейбер (инструментальная версия, вошедшая в аудиоальбом — Honeymoon in Vegas — Music from the Original Motion Picture Soundtrack (1992).
12. Джеймс Тейлор для кавер-альбома 2008 года.